# 史蒂芬·史可賓斯基
史蒂芬·史可賓斯基（德語：Steven Skrzybski，1992年11月18日—）是德國的一位足球運動員，場上司職前锋，現在效力於德乙球隊霍爾斯坦基爾。

## 早年生涯
史蒂芬·史可賓斯基出生于首都柏林，从很小的时候就开始参加青年比赛，最初的一次只有8岁，之后很快被柏林联盟视为潜在球星。史可賓斯基在俱乐部的各种青年中脱颖而出加入了预备队。他的队伍被认为是最优秀的一支。之后的几年内他在大部分比赛中担任替补，逐渐成为职业球员。在2016-17赛季他参加了32场比赛并获胜9次，最终赢得了自己的名声。